# Neobisium bolivari
Neobisium bolivari är en spindeldjursart som först beskrevs av Nonidez 1917.  Neobisium bolivari ingår i släktet Neobisium och familjen helplåtklokrypare. Inga underarter finns listade i Catalogue of Life.